# Plectris fuscoviridis
Plectris fuscoviridis är en skalbaggsart som beskrevs av Moser 1918. Plectris fuscoviridis ingår i släktet Plectris och familjen Melolonthidae. Inga underarter finns listade i Catalogue of Life.